# Music for the Masses
Music for the Masses è il sesto album in studio del gruppo musicale britannico Depeche Mode, pubblicato il 28 settembre 1987 dalla Mute Records.

## Descrizione
L'album procurò alla band il successo commerciale negli Stati Uniti d'America per la prima volta da Some Great Reward e il nuovo stile di musica che caratterizza questo album, dopo la svolta dark di Black Celebration ha anticipato il sound del loro lavoro discografico maggiore, il successivo Violator. Questi tre album sono considerati i più rappresentativi della band tanto nei testi quanto nelle musiche, attribuibili alla maturità compositiva di Martin Gore e agli arrangiamenti e all'orchestrazione synth di Alan Wilder.
L'album è stato incluso nell'elenco 1001 Albums You Must Hear Before You Die.

## Promozione
L'album divenne il primo grande successo della band nelle classifiche statunitensi, raggiungendo la posizione numero 35 nella classifica Billboard 200 e venendo certificato disco d'oro circa sei mesi dopo la sua pubblicazione (a differenza dei precedenti Some Great Reward e Black Celebration che ricevettero tale certificazione solo dopo anni). Conteneva anche più hit-single di qualsiasi altro album precedente. Mentre non c'era stato un singolo popolare dall'album dai tempi di People Are People da Some Great Reward, che aveva raggiunto la posizione numero 13 nella classifica Billboard Hot 100, i tre singoli estratti da Music for the Masses pubblicati ebbero tutti successo nella Hot 100, in posizioni mai raggiunte da un singolo dei Depeche Mode sin da Some Great Reward. Dunque tutti e tre i singoli ebbero un discreto successo negli US.
Il primo singolo estratto dall'album, Strangelove, raggiunse soltanto il posto numero 76 e fu stabile in classifica per 6 settimane dalla pubblicazione. Never Let Me Down Again seguì e raggiunse il posto numero 63, restando 10 settimane in classifica. La stessa cosa capitò anche con Behind the Wheel, che bissò il successo in classifica. Questo spinse Strangelove al posto numero 50, facendone il singolo più alto in classifica tra gli estratti dall'album.
La storia fu simile nel Regno Unito. Sebbene nessun singolo abbia raggiunto le posizioni in classifica ottenute dai Depeche Mode dei primi anni, Strangelove divenne presto la seconda più alta classificata della band dal 1984, quando raggiunsero la posizione numero 16.  Gli altri due singoli si posizionarono tra le prime 20. L'album conseguì meno successo rispetto alle singole hit, raggiungendo solo la posizione numero 10, sebbene abbia avuto un grande successo in tutta Europa.  Più in generale, quest'album e i singoli da esso estratto hanno continuato la tendenza dei Depeche Mode a raggiungere alti posti in classifica Europa continentale che nella madrepatria del gruppo: Strangelove e Never Let Me Down Again raggiunsero entrambe la posizione numero 2 nella classifica singoli della Germania Ovest, Behind the Wheel la posizione numero 6, e Little 15 la numero 16.
Per promuovere l'album, il gruppo intraprese il Music for the Masses Tour, partito il 22 ottobre 1987 dal Pabellòn Raimundo Saporta di Madrid, e conclusosi il 18 giugno 1988 al Rose Bowl di Pasadena, dove il gruppo si esibì davanti a 60 000 spettatori, consolidando il loro successo negli Stati Uniti come uno dei gruppi alternativi di riferimento.

### Ristampa
Nel 2006 Music for the Masses è stato uno dei primi album dei Depeche Mode (insieme a Speak & Spell e Violator) ad essere pubblicato su uno speciale doppio CD in formato SACD/CD Hybrid + DVD, stesso formato dell'album del 2005 Playing the Angel, che ha avuto un'edizione limitata SACD+DVD. Il formato è proprio lo stesso di quello di Playing the Angel, dove il primo disco contiene una versione rimasterizzata in digitale dell'album, mentre il DVD contiene l'album in tre formati (PCM Stereo, 5.1 Surround Sound e DTS 5.1 con tracce bonus aggiuntive, e un video-documentario sull'album. La ristampa conserva l'album come fu pubblicato originariamente; nonostante questo, le quattro tracce bonus non appaiono sulla versione, ma solo sul DVD. Il DVD contiene anche tutti i lati B dei singoli estratti da Music for the Masses, ma diversamente dall'album e dalle tracce bonus, i lati B sono disponibili solo in PCM Stereo. Questo ha scatenato reazioni e critiche da parte di alcuni fans che avrebbero voluto ascoltare i lati B sul CD, mentre si possono ascoltare soltanto con un lettore DVD.
Il documentario, un corto di 37 minuti chiamato Depeche Mode: 1987-88 (Sometimes You Do Need Some New Jokes) è una panoramica sull'album, contenente commenti e interviste da parte di molte persone che hanno contribuito alla realizzazione, gli attuali Depeche Mode, Alan Wilder, il produttore Dave Bascombe, Daniel Miller, Daryl Bamonte, Martyn Atkins (che propose l'idea dei megafoni per la copertina), il regista degli epocali video Anton Corbijn, e tanti altri. Questo filmato presenta nuovi spunti e curiosità sull'album, e sul film-concerto 101.
La ristampa è uscita il 3 aprile 2006 in Europa. La versione per gli Stati Uniti è stata invece pubblicata il 2 giugno 2006, disponibile solo in formato CD + DVD, senza SACD. Il DVD contiene comunque il CD a sé.

## Tracce

### 1987: versione Mute/Stumm 47 (UK)
Testi e musiche di Martin Lee Gore.
1. Never Let Me Down Again – 4:48
2. The Things You Said – 4:03
3. Strangelove – 4:55
4. Sacred – 4:50
5. Little 15 – 4:19
6. Behind the Wheel – 5:18
7. I Want You Now – 3:45
8. To Have and to Hold – 2:52
9. Nothing – 4:18
10. Pimpf – 4:56

Bonus tracks CD 1987 (CDstumm47) e MC (Cstumm47)
1. Agent Orange – 5:05
2. Never Let Me Down Again (Aggro Mix) – 4:55
3. To Have and to Hold (Spanish Taster) – 2:34
4. Pleasure, Little Treasure (Glitter Mix) – 5:36

### Riedizione del 2006
Mute: DM CD 6 (CD/SACD + DVD) / CDX STUMM 47 (CD/SACD)
- Disc 1 è un SACD/CD con un layer SACD multi-canale.
- Disc 2 è un DVD che include Music for the Masses in DTS 5.1, Dolby Digital 5.1 e PCM Stereo con materiale aggiuntivo

CD 1
- Contiene le dieci tracce dell'LP originale in versione rimasterizzata.

Testi e musiche di Martin Lee Gore.
1. Never Let Me Down Again – 4:47
2. The Things You Said – 4:03
3. Strangelove – 4:55
4. Sacred – 4:50
5. Little 15 – 4:19
6. Behind the Wheel – 5:18
7. I Want You Now – 3:45
8. To Have and to Hold – 2:52
9. Nothing – 4:18
10. Pimpf – 4:19

CD 2 (DVD)
- Tracce Bonus (in PCM Stereo)

1. Agent Orange – 5:05
2. Pleasure, Little Treasure – 2:53
3. Route 66 – 4:11
4. Stjarna – 4:25
5. Sonata No.14 in C#m (Moonlight Sonata) – 5:36 (musica: Ludwig van Beethoven)

- Bonus 5.1 Mixes (DTS 5.1, Dolby Digital 5.1 and PCM Stereo)
  - Le quattro bonus track dell'edizione CD del 1987
- Materiale aggiuntivo
  - "Depeche Mode 87-88 (Sometimes You Do Need Some New Jokes)" [Video di 37 minuti]

Dave Gahan è il cantante di tutte le canzoni, eccetto di The Things You Said e I Want You Now cantate da Martin Lee Gore. Comunque, si può sentire la voce di Gore come cantante d'accompagnamento in tutto l'album. Pimpf, Mission Impossible, Agent Orange e Stjarna sono strumentali.

## Formazione
Depeche Mode
- Dave Gahan – voce principale, cori (Pimpf), campionatore, produzione
- Martin Gore – sintetizzatore, chitarra, cori, voce principale (The Things You Said e I Want You Now), campionatore, fisarmonica (I Want You Now), seconda voce (Never Let Me Down Again), scrittura brani, produzione
- Andy Fletcher – sintetizzatore, basso, campionamenti, cori, produzione
- Alan Wilder – sintetizzatore, campionatore, batteria, drum machine, pianoforte, percussioni (Pimpf), campionamenti, cori, produzione

Personale aggiuntivo
- Dave Bascombe – produzione, ingegneria del suono
- Daniel Miller – produzione aggiuntiva
- David A. Jones – design, fotografia
- Mark Higenbottam - design, fotografia
- Martyn Atkins - design, fotografia

## Classifiche
| Classifica (1987-2021) | Posizione massima |
| ---------------------- | ----------------- |
| Australia              | 60                |
| Austria                | 16                |
| Canada                 | 26                |
| Finlandia              | 7                 |
| Francia                | 7                 |
| Germania               | 2                 |
| Grecia                 | 18                |
| Italia                 | 7                 |
| Paesi Bassi            | 52                |
| Regno Unito            | 10                |
| Spagna                 | 26                |
| Stati Uniti            | 35                |
| Svezia                 | 4                 |
| Svizzera               | 4                 |

## Riconoscimenti
- Rolling Stone (Germania) - "The 500 Best Albums of All Time" (194º posto)
- Robert Dimery - "1001 Albums You Must Hear Before You Die"
- Slant Magazine - "Best Albums of the 1980's" (75º posto)